# Естонско национално буђење
Естонско национално буђење (ест. Ärkamisaeg) период је културног и политичког буђења естонског народа који је трајао од средине 19. века па до проглашења независности Естоније 1918. године. У том периоду развија се интензиван естофилски покрет, а Естонци по први пут почињу да се изјашњавају као јединствен народ и све интензивније се залажу на право за самоопредељење и за стварање властите националне државе.
Иако је естонски културни препород доживео свој врхунац у другој половини 19. века, естонска национална свест постепено је почела да се развија цео век раније када се све већи број припадника различитих естонских племена почиње називати заједничким именом естлани и марахваси. Библија је преведена на естонски језик 1739, а број штампаних књига на естонском језику порастао је са свега 18, колико их је било током 1750-их, на 54 до краја 1790-их. До краја века више од половине одрасле сеоске популације било је способно да чита и пише. Први универзитетски образовани интелектуалци који су се званично декларисали као Естонци јављају се током 1820-их година, а најистакнутији међу њима били су Фридрих Роберт Фехлман (1798–1850), Кристјан Јак Петерсон (1801–1822) и Фридрих Рејнхолд Кројцвалд (1803–1882). Ипак владајућу елиту у културном и привредном погледу и даље су чинили Немци. Први који је Естонце сматрао јединственим народом, једнаким свим осталим народима у земљи, био је балтичконемачки естофил Гарлиб Меркел (1769–1850) који је тако постао симболом естонског националног културног покрета. Естонски културни покрет постепено се ширио и постајао све амбициознији, а естонски културно-политички лидери средине 19. века Карл Роберт Јакобсон (1841–1882), Јакоб Хурт (1839–1907) и Јохан Волдемар Јансен (1819–1890)) све отвореније су заступали и тезе о политичкој аутономији по угледу на Финску. Године 1862. на естонском и немачком језику штампан је национални еп Kalevipoeg (Калевов син).
Године 1881. бројна естонска културна и политичка удружења упутила су заједничко писмо руском императору Александру III у којем су тражили увођење „земства” на подручју Естоније и административно уједињење свих естонских земаља у једну политичо-територијалну целину. Године 1891. почињу да се издају прве дневне новине на естонском језику Postimees које су се до тада издавале на месечном нивоу. Према подацима са свероруског пописа становништва из 1897. године међу Естонцима је забележена друга највећа стопа писмености на целој територији Руске Империје, од чак 96,1% (већи проценат писмених регистрован је једино на подручју Велике кнежевине Финске). За свега неколико деценија број етничног естонског становништва у градовима је вишеструко порастао и Естонци су чинили готово две трећине популације у градским центрима.
Позитивни ставови естонске политичке и културне елите према Руској Империји нагло су спласнули након покушаја интензивне русификације током 1880-их која је довела до јачања естонског национализма и све чешћих позива на већи степен политичке аутономије. Естонском националном буђењу на почетку 20. века на руку је ишла и нестабилна политичка ситуација у Империји која је кулминирала фебруарском и октобарском револуцијом током 1917. године. Након фебруарске револуције формирана је Аутономна губернија Естонија и по први пут у историји све етничке естонске земље нашле су се унутар јединствених политичких граница. Већ 24. фебруара 1918. естонске власти су прогласиле независност земље чиме је окончан процес националног буђења.